# 中国共产党灵宝市委员会
中国共产党灵宝市委员会，是中国共产党在灵宝市的领导机关。

## 第十三届
中国共产党灵宝市第十三届委员会是灵宝市在2021年8月11日召开的市第十三届委员会第一次全体会议上以无记名投票选举产生的党委领导层，以孙淑芳为首。
- 第十三届委员会书记（市委书记）：孙淑芳
- 第十三届委员会副书记（市委副书记）：张志刚、宋速快[1]
- 第十三届委员会常务委员：王伟、王星、王正伟、师生林、孙淑芳、杜元华、李栓斌、李广庆、杨春锋、宋速快、张志刚[2]